# Куршавон
Куршавон (фр. Courchavon) — громада  в Швейцарії в кантоні Юра, округ Порантрюї.

## Географія
Громада розташована на відстані близько 65 км на північний захід від Берна, 24 км на захід від Делемона.
Куршавон має площу 6,2 км², з яких на 7,5% дозволяється будівництво (житлове та будівництво доріг), 30% використовуються в сільськогосподарських цілях, 59,9% зайнято лісами, 2,6% не є продуктивними (річки, льодовики або гори).

## Демографія
2019 року в громаді мешкало 303 особи (-1% порівняно з 2010 роком), іноземців було 6,9%. Густота населення становила 49 осіб/км².
За віковим діапазоном населення розподілялося таким чином: 21,1% — особи молодші 20 років, 60,7% — особи у віці 20—64 років, 18,2% — особи у віці 65 років та старші. Було 121 помешкань (у середньому 2,5 особи в помешканні).
Із загальної кількості 179 працюючих 25 було зайнятих в первинному секторі, 114 — в обробній промисловості, 40 — в галузі послуг.